# Samtampa
El SS Samtampa fue un barco de vapor de 7.219 toneladas que naufragó en Sker Point, frente a Porthcawl y Kenfig, Gales, en el canal de Bristol el 23 de abril de 1947. En el momento del naufragio, el Samtampa estaba siendo operado por Houlder Line. El Samtampa había sido botado como SS Peleg Wadsworth, un buque de guerra construido por la New England Shipbuilding Corporation en South Portland, Maine, y botado el 12 de diciembre de 1943. Enviado a Gran Bretaña bajo el programa Ley de Préstamo y Arriendo, el barco fue rebautizado y administrado por Houlder Line en nombre del Ministerio de Transporte de Guerra.
En el accidente hubo 47 muertos, 39 del barco y 8 tripulantes voluntarios del bote salvavidas RNLB Edward, Prince of Wales (ON 678) de la estación de botes salvavidas de Mumbles que murieron intentando salvar a la tripulación del Samtampa. El bote salvavidas había regresado a la base, pero había sido enviado una segunda vez. Un derrame de petróleo de los tanques del barco naufragado creó una zona de agua tranquila, que el timonel del bote salvavidas, William Gammon (anteriormente ganador de la Medalla de Oro RNLI ), intentó utilizar a su favor para poder acercarse, y los que murieron se asfixiaron por el petróleo en lugar de ahogarse. El barco había zarpado de Middlesbrough y la mayoría de los 39 tripulantes provenían del área de Teesside.
En el cementerio de Porthcawl hay un monumento a las víctimas de la tragedia del Samtampa y en Sker Point hay una placa conmemorativa que marca el "lugar de descanso final del bote salvavidas The Mumbles". La ubicación del naufragio fue 51°30′01″N 03°44′26″O / 51.50028, -3.74056.
En reconocimiento al sexagésimo aniversario, el sábado 21 de abril se celebró un servicio religioso en Porthcawl, seguido de un servicio más pequeño en Sker Point. El domingo 23 de abril de 2022, Porthcawl Runners organizó una carrera popular por el 75.º aniversario en Mumbles Seafront. Un año después, organizaron una carrera similar en Porthcawl Promenade, un poco más larga, pero con el doble de participantes. Hasta ahora, los eventos han recaudado más de 3000 libras para la RNLI y se espera que, con su creciente popularidad, el evento se celebre todos los años.